# Karl Friedrich Schinkel Lebenswerk
Das Karl Friedrich Schinkel Lebenswerk ist ein vom Kunsthistoriker Paul Ortwin Rave (1893–1962) initiierter mehrbändiger und streng quellenbasierter Überblick über das Gesamtschaffen Karl Friedrich Schinkels (1781–1841).

## Anlass und Ziel
Die Reihe umfasst derzeit 22 Bände. Ziel war und ist es, das gesamte, auch topographisch breitgefächerte Œuvre Schinkels als Baumeister, Kunsttheoretiker, Maler, Zeichner, Bühnenbildner und Designer zu erschließen. Den äußeren Anlass zur Begründung des Lebenswerkes bildete der 150. Geburtstag Schinkels am 13. März 1931. Unterstützt wurde das Vorhaben maßgeblich vom preußischen Finanzminister Johannes Popitz und der ihm unterstehenden Akademie des Bauwesens.

## Durchführung
Die Durchführung des ambitionierten Projekts lag in den Händen des Schinkel-Ausschusses der Akademie unter dem Vorsitz des Ministerialrates im preußischen Finanzministerium Conrad Dammeier. Für die Herausgabe des Lebenswerkes sowie für die Aufstellung des Arbeitsplanes zeichnete Rave als sog. Schriftleiter verantwortlich, der selbst auch mehrere Bände für die Reihe beisteuerte. Ein erster Probedruck des Lebenswerkes erschien 1934 in der Zeitschrift Deutsche Kunst und Denkmalpflege mit einem Beitrag von Georg Poensgen über den Neuen Pavillon. Im Jahr 1935 wurden die von Rave für die Bearbeitung der einzelnen Themenkomplexe gewonnenen Fachkollegen im Rahmen einer umfassenden Schinkel-Bibliographie der Öffentlichkeit bekannt gemacht. Im Jahr darauf lieferte der Kunsthistoriker Johannes Sievers mit einem Beitrag über das Palais des Prinzen August von Preußen einen Musterdruck für das Lebenswerk. Sievers hatte bereits 1928 eine kleine Schrift über das Palais des Prinzen Karl von Preußen vorgelegt und sollte mit vier Bänden einer der maßgeblichen Autoren der Lebenswerk-Reihe werden.
Gegliedert wurde die Folge zunächst in zwei Abteilungen. Die erste sollte das architektonische Schaffen Schinkels in und außerhalb Preußens umfassen und wurde 1941 dahingehend geändert, dass beides voneinander getrennt behandelt werden sollte. Die zweite Abteilung sollte mit fünf Bänden die Themen ‚Der Maler‘, ‚Kunsthandwerk und Bildhauerentwürfe‘, ‚Kunsterziehung und Kunstforschung‘, ‚Reisen‘ und ‚Leben‘ behandeln. Auch diese Gliederung erfuhr jedoch immer wieder Modifikationen. Hervorgerufen durch die Kriegsereignisse im Zweiten Weltkrieg mussten Rave und seine Kollegen manche Rückschläge verkraften. Druckfertige Bände wurden vernichtet und Autoren verloren ihr Archivmaterial. Bedingt durch das Kriegsende, die Besatzung und Teilung Deutschlands stand Rave allerdings vor noch größeren Problemen für die Fortsetzung des Lebenswerks. Trotz aller Widrigkeiten gelang es, nach 1945 bis zu Raves Tod noch weitere sieben Bände erscheinen zu lassen.
Nach Raves Tod im Jahr 1962 übernahm Margarete Kühn die Schriftleitung des Lebenswerkes. Sie veröffentlichte ihren Band allerdings erst 1989. Derzeit wird die Reihe durch Helmut Börsch-Supan und Gottfried Riemann herausgegeben.

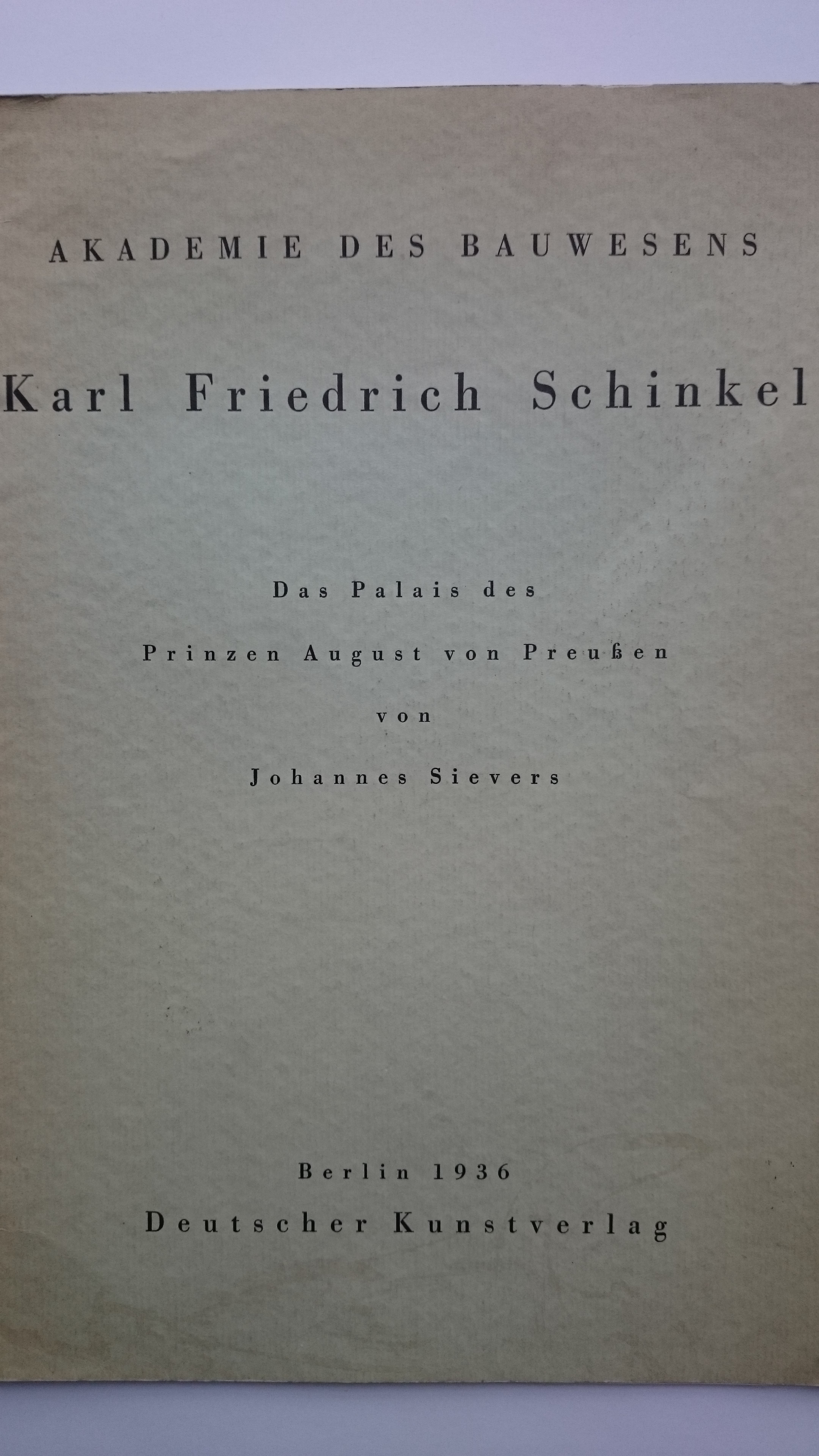
Musterpublikation für das Schinkel-Lebenswerk aus dem Jahr 1936. Johannes Sievers: Das Palais des Prinzen August von Preußen.

Das Karl Friedrich Schinkel Lebenswerk stellt in Deutschland eine in Art und Umfang einzigartige Ehrung für einen Einzelkünstler dar. Dass die Arbeit an dieser Reihe noch immer fortdauert, der Band ‚Kunstgewerbe‘ ist in Bearbeitung, zeigt die ungebrochene Ausstrahlung und Bedeutung von Schinkels Gesamtwerk.

## Einzelbände
- Band 1, 1939: Potsdam. Staats- und Bürgerbauten (Hans Kania)
- Band 2, 1941: Schlesien (Günther Grundmann)
- Band 3, 1941: Berlin (Teil 1) (Paul Ortwin Rave)
- Band 4, 1942: Bauten für den Prinzen Karl von Preußen (Johannes Sievers)
- Band 5, 1948: Berlin (Teil 2) (Paul Ortwin Rave)
- Band 6, 1950: Die Möbel (Johannes Sievers)
- Band 7, 1952: Pommern (Hans Vogel)
- Band 8, 1954: Die Bauten für die Prinzen August, Friedrich und Albrecht von Preußen (Johannes Sievers)
- Band 9, 1956: Die Bauten für Prinz Wilhelm, den späteren König von Preußen (Johannes Sievers)
- Band 10, 1960: Mark Brandenburg (Hans Kania, Hans-Herbert Möller)
- Band 11, 1962: Berlin (Teil 3) (Paul Ortwin Rave)
- Band 12, 1968: Die Rheinlande (Eva Brües, Ehler W. Grashoff)
- Band 13, 1969: Westfalen (Ludwig Schreiner)
- Band 14: 1979: Das architektonische Lehrbuch (Goerd Peschken)
- Band 15, 1989: Bauten und Entwürfe für das Ausland (Margarete Kühn)
- Band 16, 1990: Die Reise nach Frankreich und England im Jahre 1826 (Reinhard Wegner)
- Band 17, 2000: Die Bühnenentwürfe (Ulrike Harten)
- Band 18, 2003: Die Provinzen Ost- und Westpreußen und Großherzogtum Posen (Eva Börsch-Supan)
- Band 19, 2006: Reisen nach Italien 1803–1805 und 1824 (Georg Friedrich Koch)
- Band 20, 2007: Bild-Erfindungen (Helmut Börsch-Supan)
- Band 21, 2011: Arbeiten für Friedrich Wilhelm III. von Preußen und Kronprinz Friedrich Wilhelm (IV.) (Eva Börsch-Supan)
- Band 22, 2014: Die preußische Provinz Sachsen (Martina Abri, Eva Börsch-Supan, Dieter Dolgner u. a.)